# Hunminjeongeum
Le Hunminjeongeum ou Hunmin Jeongeum (coréen : 훈민정음 ; hanja : 訓民正音 ; lit. : Les sons corrects pour l'instruction du peuple) est un document décrivant une écriture entièrement nouvelle et endogène pour la langue coréenne. L'écriture prit initialement le nom de la publication, mais a ensuite été connue sous le nom de hangeul. Elle a été créée pour que les gens du peuple analphabètes en hanja (caractères chinois) pussent lire et écrire la langue coréenne avec précision et aisance.
Le Hunminjeongeum fut annoncé dans le volume 102 des Annales du roi Sejong, et sa date officielle supposée de publication, le 9 octobre 1446, est aujourd'hui le jour du hangeul en Corée du Sud. Les Annales situent son invention à la 25e année du règne de Sejong, correspondant à 1443-1444. 
Le Hunminjeongeum fait partie des Trésors nationaux de Corée du Sud (c'est le no 70, ajouté en 1962) et l'UNESCO a inclus le manuscrit de 1446 publiant le Hunminjeongeum dans le programme Mémoire du monde.

## Histoire
Avant la création du hangeul, l'alphabet coréen, les Coréens utilisaient des caractères chinois pour enregistrer leurs écrits. Comme la langue chinoise et la langue coréenne ont peu de points communs, l'emprunt de caractères chinois s'est avéré inefficace pour refléter la langue parlée. De plus, la dynastie Ming venait d'arriver au pouvoir en Chine au moment où le Sejong le Grand inventait le hangeul, ce qui modifiait la prononciation des caractères chinois et rendait plus difficile pour les Coréens l'apprentissage de la nouvelle prononciation standard pour enregistrer leurs mots. Le niveau d'analphabétisme restait également élevé puisque la lecture et l'apprentissage des caractères chinois étaient limités pour les gens ordinaires. Ils étaient généralement utilisés dans les documents officiels par la classe dirigeante. Les élites ont en profité et l'apprentissage des caractères chinois devint un symbole de pouvoir et un privilège. Afin de rendre la langue écrite plus accessible au commun des mortels, le Sejong le Grand commença à créer le hangul en secret, car la classe dirigeante se serait sentie lésée. 
Le hangeul a été créé personnellement par Sejong le Grand, quatrième roi de la dynastie Joseon, et révélé par lui en 1443. Bien qu'il soit largement admis que le roi Sejong ait ordonné à la chambre d'élite de l'Académie royale d'inventer le hangeul, des documents contemporains tels que les Annales de la dynastie Joseon et la préface de Jeong Inji au Hunminjeongeum Haerye soulignent qu'il l'a inventé lui-même. Cela est affirmé dans le livre 113 des Annales du roi Sejong (Sejongsillok), le 9e mois et la 28e année du règne du roi Sejong, et à la fin de l'explication illustrée du Hunminjeongeum (Hunminjeongeum Haeryebon). Par la suite, le roi Sejong rédigea la préface du Hunminjeongeum, expliquant l'origine et l'objectif du hangeul et fournissant de brefs exemples et explications, puis il chargea la chambre d'élite de l'Académie royale de rédiger des exemples et explications détaillés. Le chef du Temple des dignes, Jeong Inji, était responsable de la compilation du Hunminjeongeum. Le Hunminjeongeum a été publié et promulgué au public en 1446. Le système d'écriture est appelé Hangeul aujourd'hui, mais il a été nommé Hunminjeongeum par le roi Sejong. "Hunmin" et "Jeongeum" sont des mots respectifs qui indiquent chacun "enseigner au peuple" et "sons corrects" Ensemble, Hunminjeongeum signifie "sons corrects pour l'instruction du peuple" 
Si le Hunminjeongeum comprenait 28 lettres, 4 lettres ont été depuis abandonnées. Le hangeul contient 14 consonnes et 10 voyelles qui sont combinées pour former des syllabes.

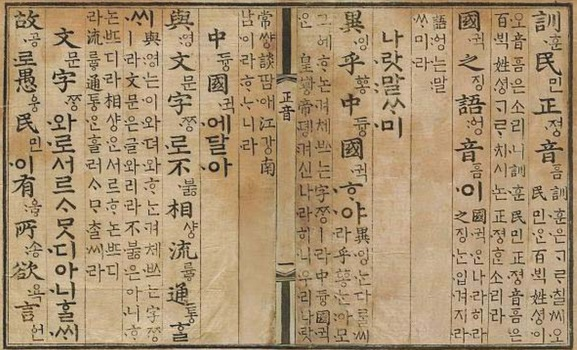

## Contenu
La publication est écrite en chinois classique et contient une préface, les lettres de l'alphabet (jamo) et de brèves descriptions des sons correspondants. Elle est ensuite complétée par un document plus long appelé Hunminjeongeum Haerye, désigné comme trésor national no 70. Pour le distinguer de son supplément, le Hunminjeongeum est parfois appelé "édition des échantillons et de l'importance du Hunminjeongeum" (훈민정음예의본 ; 訓民正音例義本).
Le chinois classique (漢文/hanmun) du Hunminjeongeum a été partiellement traduit en moyen coréen. Cette traduction se trouve avec le Worinseokbo, et s'appelle le Hunminjeongeum Eonhaebon.

## Versions

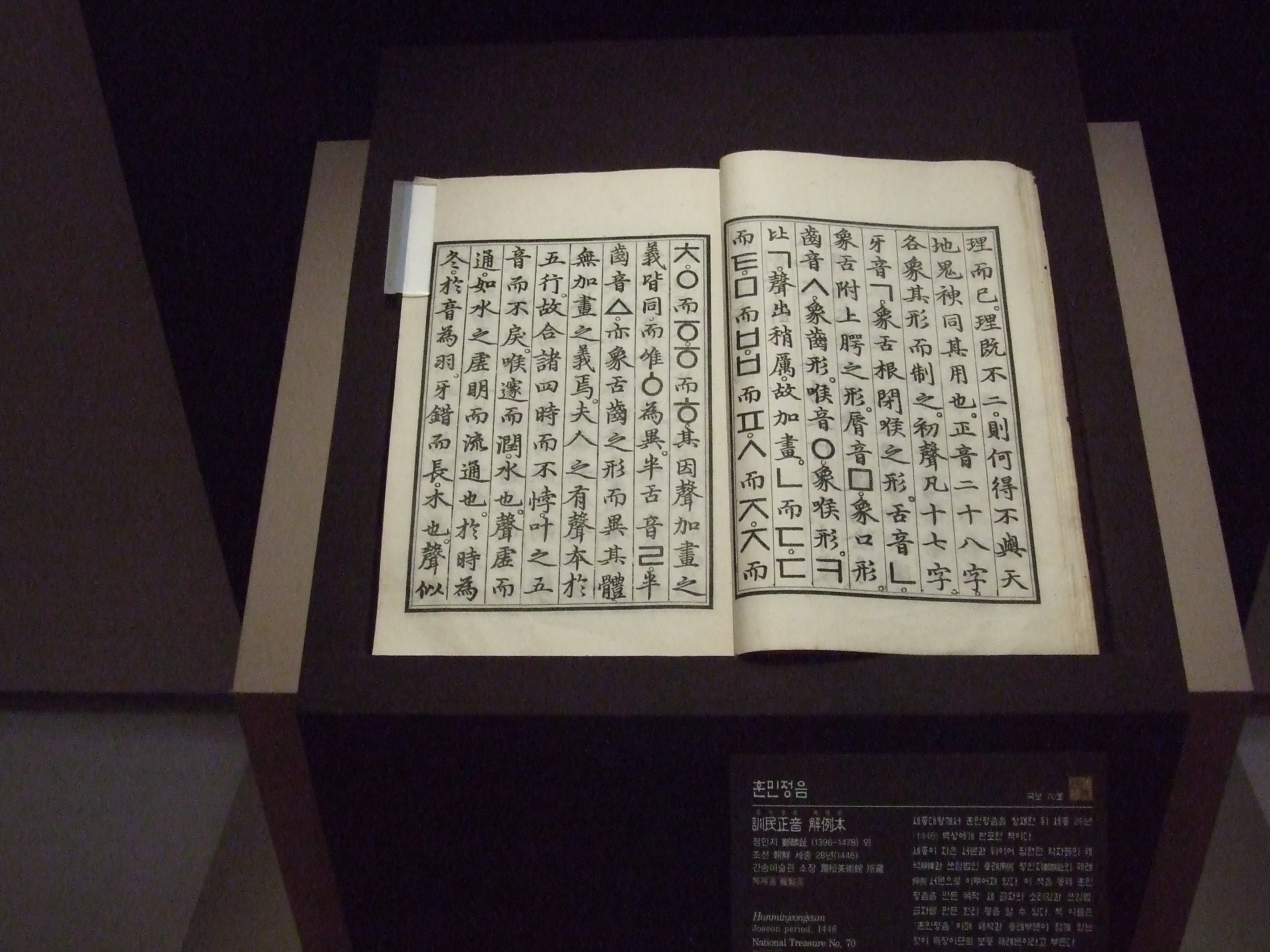
Réplique du Hunminjeongeum Haerye. Photo prise au Musée national de Corée à Séoul.

Le manuscrit du Hunminjeongeum original comporte deux versions :
- Sept pages écrites en chinois classique, sauf lorsque les lettres en hangul sont mentionnées, comme on peut le voir sur l'image en haut de cet article. Il en reste trois exemplaires :
  - Celle que l'on trouve au début du Hunminjeongeum Haerye (en).
  - Celle incluse dans le Sejongsillok (세종실록 ; 世宗實錄 ; Chroniques de Sejong), volume 113.
- L'Eonhaebon, 36 pages, largement annoté en hangeul, avec tous les hanja transcrits avec des petits hangeul en bas à droite. Les hangul ont été écrits à la fois au pinceau et en style géométrique. Il en reste quatre exemplaires :
  - Au début du Worinseokbo (월인석보 ; 月印釋譜), un texte bouddhique annoté.
  - Un document préservé par Park Seungbin
  - Un document préservé par Kanazawa, un Japonais.
  - Un document préservé par l'Agence impériale des foyers japonais

En juillet 2021, connaissant des difficultés financières, la Fondation Gansong d'art et de culture prévoyait de vendre des éditions numériques limitées (au nombre de 100) comme jetons non fongibles

## Hunminjeongeumdans la culture populaire
- Hunminjeongeum est le titre d'une épopée chorale du Chœur national de Corée[8]
- Jisoo, de Blackpink, a publié sur Instagram une photo où étaient inscrits sur ses ongles des passages du Hunminjeongeum[9]